# Amintes IV de Macedònia
Amintes o Amintas IV (en llatí Amyntas, en grec antic Ἀμύντας) fou fill de Perdicas III de Macedònia i net d'Amintes III de Macedònia.
Quan Perdicas III va morir en combat contra els il·liris l'any 360 aC era menor d'edat i va ser proclamat rei nominal del Regne de Macedònia, però el seu oncle Filip, germà de Perdicas, que en principi era el regent, el va excloure del poder i es va proclamar rei l'any 359 aC.
Filip es va sentir molt segur en el tron, va tractar bé a Amintes, el va portar a la seva cort i li va donar una de les seves filles, Cinana, en matrimoni. Al primer any del regnat d'Alexandre el Gran, fill de Filip, la situació va canviar, i Amintes va ser executat acusat de conspiració contra el rei (336 aC).